# Thurmaston
Thurmaston – wieś w Anglii, w hrabstwie Leicestershire, w dystrykcie Charnwood. Leży 6 km na północny wschód od miasta Leicester i 146 km na północny zachód od Londynu. Miejscowość liczy 8945 mieszkańców.